# Антон Хаджикримчев
Антон Хаджикримчев (изписване до 1945 година: Антонъ хаджи Кримчевъ) е български просветен деец от XIX век.

## Биография
Роден е в Сливен, тогава в Османската империя. Той е сред първите българи учители елинисти. Хаджикримчев работи като учител елинист в Котел, Ямбол и родния си град.
В 1831 година основава Халкинското търговско училище в манастира „Света Богородица“. След това остава да преподава в училището.